# Фридрихс, Жозефина
Жозефина Фридрихс (Фридерикс), урождённая Мерсье (1778, Париж — 5 апреля 1824, Ницца) — фаворитка великого князя Константина Павловича, с которым в 1806—1820 гг. состояла в сожительстве. С 1816 года после пожалования российского дворянства именовалась Ульяной Михайловной Александровой. Мать сына великого князя, Павла Александрова (1808—1857).

## Юность
Жизнь Жозефины была полна романических приключений. Она родилась в 1778 году в Париже в семье ремесленника Мерсье. Совсем юной Жозефина поступила на службу в модный парижский магазин  госпожи Буде-де-Террей.
Ловкая и сметливая «Жужу», как все её звали, в 14 лет смогла прельстить пожилого англичанина, который решил дать ей воспитание, сообразно своим взглядам, и потом жениться на ней.  Он уговорил родителей Жозефины, разрешить их дочери поехать с ним в Англию. Родители, получив в подтверждение серьёзности намерений будущего мужа дочери крупную сумму денег, доверили ему дочь.
Пробыв четыре года в одном из лондонских пансионов, следующие два года Жозефина прожила среди богатства у своего покровителя, который затем скоропостижно умер без завещания, так и не женившись на ней. Родственники покойного забрали все имущество и деньги себе. Так в 20 лет Жозефина очутилась на улице, избалованная, отвыкшая от труда, привыкшая к роскоши.

## Замужество
Жозефина, предоставленная сама себе, сначала хотела вернуться к родителям во Францию. Но потом, страстно желая найти мужа, она встретила в Лондоне приехавшего из России немца, назвавшегося полковником бароном Александром фон Фридрихсом, богатым помещиком из Прибалтийского края (на самом деле — Евстафий Иванович Фридерихс (ок. 1772 — после 1834), сын ревельского мещанина). Он сделал ей предложение. Повенчавшись, молодые недолго прожили вместе; супруг спешил в Россию, оставив временно жену в Лондоне, пообещав немедленно по приезде в Петербург выслать ей деньги на дорогу.
Не получая, однако, долго известий от мужа, Жозефина решила поехать в Россию. В Лондоне делать ей было совершенно нечего, ехать к родителям не хотелось. Она продала свои драгоценности, купила билет на корабль и в 1805 году приехала в Петербург. Здесь она узнала, что никакого барона, полковника Фридрихса нет, а есть носящий такую же фамилию простой фельдъегерь, ездивший недавно в Англию с депешами министерства иностранных дел. Отыскав штаб фельдъегерского корпуса, Жозефина узнала, что у мужа нет никаких средств, всё его имущество — это солдатская койка, к тому же он был в отъезде по службе, на Кавказе.
Положение Жозефины было тяжёлым, но ей повезло. Её приютила старая знакомая госпожа Буде-де-Террей, которая теперь жила в Петербурге и имела модный магазин. Она поступила к ней в магазин управляющей. Вскоре вернулся с Кавказа Александр Фридрихс и уговорил Жозефину вернуться к нему. Но муж оказался грубым и невежественным человеком. Прожив с ним два года в бедности, в съемной маленькой квартире, не найдя семейного счастья, она решила развестись с ним. Это произошло после того, как Жозефина познакомилась с Великим Князем Константином Павловичем.

## Фаворитка

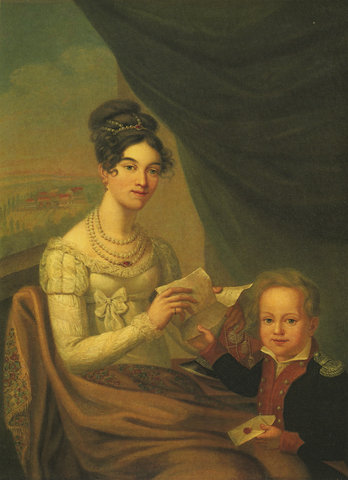
Жозефина с сыном, 1816 год

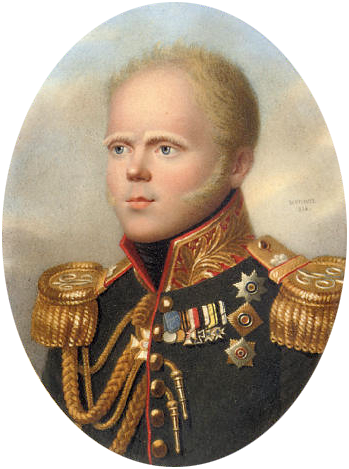
Константин Павлович

Точно неизвестно, где произошла их первая встреча. Возможно, в одном из маскарадов, где Жозефина подошла с жалобой на жестокое обращение мужа к Константину Павловичу или в магазине, где она служила управляющей. По воспоминаниям современника К. П. Колзакова, Жозефина была очаровательна:
…Роста среднего, с темно-русыми, почти черными волосами, зачесанными маленькими кудрями на лбу, она не была что называется красавицей; она имела лицо неправильное, маленький носик, несколько вздёрнутый, губы тонкие, всегда улыбающаяся, цвет лица чистый, слегка румяный, но главную прелесть её составляли глаза, большие, карие, с выражением необыкновенной доброты и осененные длинными, черными ресницами; она говорила скороговоркой, слегка картавя, и в дружеской беседе была очень весёлого нрава.
В цесаревиче Жозефина нашла себе любовника, друга и покровителя: в 1807 году она развелась с мужем и поселилась в Константиновском дворце в Стрельне, а в 1808 году у неё родился сын, названный Павлом Константиновичем Александровым. 27 апреля 1812 года он был возведен в дворянское достоинство и получил герб. Правда, многие сомневались в отцовстве Константина Павловича.

Интересные подробности оставил в воспоминаниях знаменитый гусар Денис Давыдов: 
…Хотя цесаревич не мог иметь детей по причине физических недостатков, но госпожа Фридрихс, муж которой возвысился из фельдъегерей до звания городничего, сперва в Луцке, а потом в Дубно, будто бы родила от него сына, названного Павлом Константиновичем Александровым. Хотя его императорское высочество лучше, чем кто-либо, мог знать, что это был не его сын и даже не сын г-жи Фридрихс, надеявшейся этим средством привязать к себе навсегда великого князя, но он очень полюбил этого мальчика; состоявший при нем медик, будучи облагодетельствован его высочеством и терзаемый угрызением совести, почел нужным открыть истину цесаревичу, успокоившему его объявлением, что он уже об этом обстоятельстве давно знал. Надобно отдать справедливость, что г-жа Фридрихс, не показываясь нигде с великим князем, вела себя весьма скромно; во время расположения гвардии в окрестностях Вильны пред самою Отечественною войною она появлялась на празднествах в сопровождении какого-либо угодливого штаб-офицера.

Константин Павлович был очень привязан к Жозефине и к сыну: он скучал без них и в 1813 году писал из похода графу В. Ф. Васильеву:
…Передайте им, что я их очень люблю… Я был бы счастлив, если бы был со своей семьей в Стрельне!..

Сама Жозефина приезжала к Цесаревичу в армию, и он сообщал:
…Госпожа Фридрихс со мной, и я очень счастлив, обретя с ней дом.
В 1815 году Жозефина последовала вместе с 8-летним сыном за Цесаревичем в Варшаву, где жила с ним в одном доме. Жозефина надеялась на данное ей обещание, что их связь завершится законным браком. Константин неоднократно делал попытки вступить с ней в брак, но не получал на то высочайшего разрешения.
9 сентября 1816 года Жозефина получила дворянство и стала именоваться Ульяной Михайловной Александровой. В Варшаве многие смогли оценить её достоинства, её доброту, сострадание к несчастным, она не вмешивалась в государственные дела своего покровителя, однако, имела влияние, которым могла укрощать порывы бурных страстей Цесаревича.

Но в это время в интимной жизни Константина Павловича произошли изменения, он влюбился в молодую польскую графиню Жанетт Грудзинскую (1795—1831) и четыре года добивался её взаимности. Графиня Анна Потоцкая в своих мемуарах писала: 
… Жаннета, как наименее красивая, сначала обращала на себя мало внимания. Хорошо сложенная, хотя и небольшого роста, с белокурыми кудрями, с бледно-голубыми глазами, обрамленными более светлыми, чем волосы, ресницами, и кротким личиком, она напоминала портрет, сделанный пастелью. Она была необычайно грациозна, особенно в танцах, напоминая нимфу, которая «скользила по земле, не касаясь её». Остряки говорили, что, танцуя гавот, она проскользнула в сердце великого князя. Мадам Фридрихс, будучи хорошо осведомленной обо всем, что происходит в навсегда закрытом для неё светском обществе, сделалась ворчливой и ревнивой. Начались сцены, и тогда Константин стал скрывать своё новое увлечение, которое с каждым днём становилось все серьёзнее и серьёзнее. Цесаревич ухаживал за нею несколько лет, но стать его любовницей гордая полячка не соглашалась. В конце концов, Константин добился развода со своей первой женой, Анной Фёдоровной, которая покинула его 20 лет назад, и женился на Жаннете.

## Госпожа Вейс

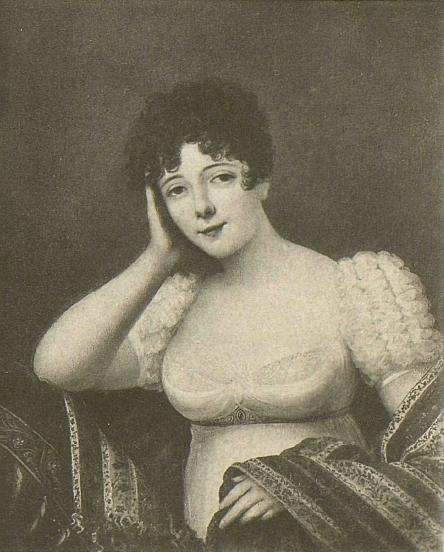
Жозефина Фридрихс

Незадолго до своей женитьбы (27 мая 1820 года) Константин Павлович позаботился о дальнейшей судьбе Жозефины. 22 марта 1820 года она вышла замуж за его адъютанта, полковника лейб-гвардии Уланского полка Александра Сергеевича Вейса 
Князь Вяземский в тот же день писал А. Я. Булгакову: 
… Милая Александрова идет замуж за Вейса, брата княгини Трубецкой, и, как говорят, все остается по-старому, т.-е. в старом положении, ибо состояния давно не было. Признаться, долго этому никто верить не хотел: Вейса мы знали за доброго малого, но никто не угадывал в нем такой отваги и решительности. Co всех сторон он в дураках: если сделал это по расчётам денежным, то и тут ошибка. Она баба себе на ум и скупа, как черт. Когда сумела прибрать в руки NN, то этого сожмет, как клюкву.

На другой день после своей свадьбы Константин Павлович имел бестактность представить своей молодой жене свою старую привязанность; мало того, Жозефина продолжала свои утренние визиты к цесаревичу, оскорбляя его супругу, которая страшно страдала. По свидетельству графини Потоцкой: 
… Общество приняло сторону законной жены… Император, желая доставить удовольствие своей свояченице и видя, что у неё нет клавикорда, прислал ей самый лучший инструмент, какой только нашелся в Варшаве. В один из утренних визитов, которые великий князь особенно любил, госпожа Вейс, сумев проникнуть в будуар княгини, не без удивления заметила там великолепный клавикорд. Вообразив, что этот подарок сделан не кем иным, как самим великим князем, она устроила ему сцену ревности и, желая показать свою силу великой княгине, которую она беспрестанно оскорбляла, имела дерзость потребовать этот клавикорд себе. Княгиня ответила гордым отказом. Произошла бурная сцена, но после энергичного отпора, оказавшегося для Константина полной неожиданностью, княгиня все же уступила, и чудесный инструмент с этого дня стал украшением салона госпожи Вейс.
Эта история стала известна Александру I, он с трудом согласился на развод Константина с первой женой и на его второй брак с Жаннеттой, но уступил, думая этим устроить ему счастье. Император больше не сомневался в причинах разлада между супругами и приказал выслать Жозефину Вейс из Варшавы. После её отъезда в семье Константина установилось полное согласие.
Жозефина вместе с мужем уехала во Францию, её здоровье требовало более мягкого климата. Супруги поселились в Ницце, где 5 апреля 1824 года Жозефина умерла.
Её сын Павел Константинович Александров, дослужился до генерал-адъютанта, был женат на фрейлине княжне
Анне Александровне Щербатовой.

## Комментарии
1. ↑  Константин Павлович Колзаков (1818—1905) — внук госпожи Террей, старший сын адмирала П. А. Колзакова, родился в Варшаве. Его мать — Анна Жозефина Елизавета Луиза Буде де Террей (1793—1832), с восьмилетнего возраста жила в России; с 1815 года — в Варшаве, где её отчим, богатый негоциант Р. Н. Миттон, служил при цесаревиче Константине Павловиче.
2. ↑  Александр Сергеевич Вейс (1782—1845) — виленский полицмейстер, с 1818 года адъютант Константина Павловича, капитан, позднее полковник, генерал-майор, состоял членом масонской ложи «Храм Постоянства»; 2-м браком был женат на баронессе Анне Елизавете Врангель.
3. ↑  Неточность: свояченица — это сестра жены, тогда как жена Константина Павловича приходилась Александру I невесткой (или, используя устаревший вариант названия, ятровкой). Возможно, ошибка допущена переводчиком.